# 塔尔奇西奥·布尔尼奇
塔尔奇西奥·布尔尼奇（義大利語：Tarcisio Burgnich，1939年4月25日—2021年5月26日），意大利男子足球运动员。他曾代表意大利参加1966年、1970年和1974年国际足联世界杯。他也曾参加1960年夏季奥林匹克运动会。